# Захар Прилепин
Захар Прилепин е руски писател, публицист и политик.